# .222 Remington
Die Patrone .222 Remington ist eine sehr schnelle und präzise Büchsenpatrone.

## Bezeichnung
Im deutschen Nationalen Waffenregister (NWR) wird die Patrone unter Katalognummer 22 unter folgenden Bezeichnungen geführt (gebräuchliche Bezeichnungen in Fettdruck)
- .222 Rem (Hauptbezeichnung)
- 5,6x43
- 5,6x43 Remington
- 5,7x43 Remington

## Entwicklung

Abmessungen .222 Remington

Als komplette Neuentwicklung wurde die Patrone 1950 von Remington Arms in den Markt eingeführt.

## Jagdlicher Einsatz
Bejagt werden mit dieser Patrone hauptsächlich Rehwild, Füchse und Hasen. Nach Einführung der .223 Remington hat die .222 Remington an Popularität eingebüßt.

## Sportlicher Einsatz
Die Patrone wurde sehr schnell für den sportlichen Einsatz entdeckt. Aufgrund der hohen Präzision wurde sie hauptsächlich für das Benchrestschießen verwendet. Nach Einführung der 6 mm PPC im Jahr 1975 verlor die .222 Remington im Benchrestschießen an Bedeutung.

## Vergleichbare Patronen und Leistungsbandbreite
Vergleichbare Patronen kann man zunächst kaliberbezogen im Bereich der Munition mit Projektilen um 5,6 mm bis 5,7 mm sehen.
Die Benennung als Magnum (Kaliber) deutet darauf hin, dass eine Patrone im Vergleich zu ähnlichen Patronen höhere ballistische Leistungen hat. Meist haben Patronen mit längeren Hülsen auch höhere Leistungswerte. In dem Bereich der Munition sind zahlreiche Patronen großer Leistungsbandbreite konzipiert worden. Nachfolgend ein Überblick bei dem erkennbar ist, dass die .222 Remington im mittleren bis oberen Leistungssegment liegt.
| Kaliber            | Proj. ⌀ mm | Hülse mm | Energie Eo-Joule |
| ------------------ | ---------- | -------- | ---------------- |
| .22 kurz           | 5,72       | 10,69    | 104              |
| .22 lfB            | 5,72       | 15,57    | 11–265 J         |
| .22 WMR            | 5,72       | 26,80    | 410–440          |
| 5,7 × 28 mm        | 5,70       | 28,90    | 538              |
| .221 Rem. Fireball | 5,70       | 35,56    | ca. 1.400        |

| Kaliber             | Proj. ⌀ mm | Hülse mm | Energie Eo-Joule |
| ------------------- | ---------- | -------- | ---------------- |
| .222 Remington      | 5,69       | 43,18    | 1300–1700        |
| 5,56 × 45 mm NATO   | 5,69       | 44,70    | ca. 1.800        |
| .224 Weatherby Mag. | 5,72       | 48,8     | 1100–1750        |
| 5,6 x 50 R Mag.     | 5,70       | 50       | 820–1750         |
| .223 WSSM           | 5,70       | 42,4     | 2000–2800        |